# Modesto (Illinois)
Pour les articles homonymes, voir Modesto.
Modesto est un village du comté de Macoupin, en Illinois, aux États-Unis. Il est incorporé 
le 11 juin 1896,. Lors du recensement de 2010, le village comptait une population de 189 habitants.

## Source de la traduction
- (en) Cet article est partiellement ou en totalité issu de l’article de Wikipédia en anglais intitulé « Modesto, Illinois » (voir la liste des auteurs).